# The Cocktail Party

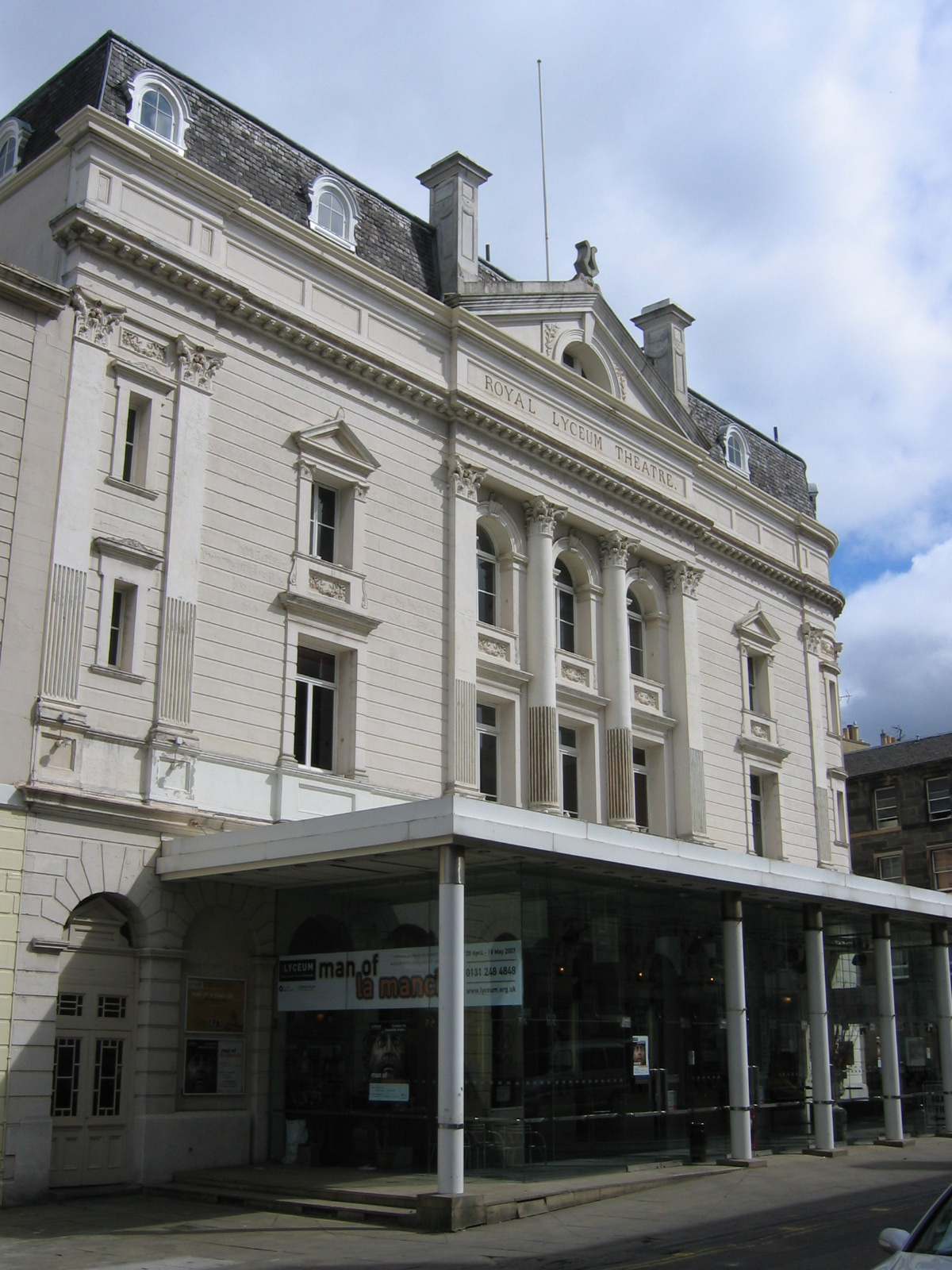
Edificio del Liceo Theatro de Edimburgo, donde se llevó a cabo la primera representación.

The Cocktail Party es una célebre obra de teatro, de la cual es autor T.S. Eliot. La obra se representó por primera vez en el Festival de Edimburgo, en 1949. En 1950 fue estrenada con éxito en Londres, y posteriormente fue representada, con éxito también, en varios teatros de Nueva York, en donde la agrupación de productores de Broadway le otorgó en 1950 el Premio Tony a la Mejor Obra. La trama se centra en una pareja de casados con problemas que, a través de la intervención de un misterioso desconocido, intentan resolver para seguir adelante con sus vidas. La obra comienza pareciéndose a una sátira de corte tradicional propio de la comedia británica de salón pero, a medida que avanza, el desarrollo argumental se convierte en una introspección profunda y filosófica acerca de las relaciones humanas. Al igual que en muchas de las obras de Eliot, en esta utiliza elementos del absurdo para mostrar al espectador el aislamiento de la condición humana. Otro tema recurrente de las obras de Eliot, el martirio cristiano del personaje, ocurre con Celia, la amante de Edward, que es contemplado en esta como un sacrificio que permite continuar la vida.

## Personajes
| - Edward Chamberlayne - Lavinia Chamberlayne - Celia Coplestone, amante de Edward - Sir Henry Harcourt-Reilly, el misterioso psiquiatra | - El grupo de amigos: - Peter, con el que Lavinia, y también Celia, tienen una aventura - Julia - Alexander |

## Sinopsis
Edward y Lavinia Chamberlayne se separan después de cinco años de matrimonio. Ella abandona a Edward, tal y como están, a punto de organizar una fiesta en su casa de Londres, y ello obliga a Edward a tener que dar una débil explicación de por qué Lavinia no está presente, con el fin de mantener las apariencias sociales. Lavinia se siente atraída de nuevo por una misteriosa persona no identificada en la fiesta, que resulta ser un psiquiatra profundamente consultado por Edward y Lavinia. Cada uno de ellos se enteran de que se han estado engañando y deben enfrentarse a las realidades de la vida tras ese descubrimiento. No obstante aprenden que su vida en común, aunque hueca y superficial, es preferible a la vida estando separados. Este mensaje es difícil de aceptar por Celia, el tercer personaje principal de la obra, la amante de Edward. Ella, orientada por el psiquiatra, también se mueve en dirección a una vida de mayor honestidad y a cuya salvación se convierte en mártir cristiana en África. Dos años después, Edward y Lavinia, ahora mejor avenidos, celebran otro cóctel.